# Ш̀
Cette page contient des caractères spéciaux ou non latins. S’ils s’affichent mal (▯, ?, etc.), consultez la page d’aide Unicode.
Ш̀ (minuscule : ш̀), appelé cha accent grave, est une lettre additionnelle de l’alphabet cyrillique qui a été utilisée en tchouvache au XIXe siècle. Elle est composée du cha ‹ Ш › diacrité d’un accent grave.

## Représentation informatique
Le cha accent grave peut être représenté avec les caractères Unicode suivants :
- décomposé (cyrillique, diacritiques) :

| formes    | représentations | chaînes de caractères | points de code | descriptions                                             |
| --------- | --------------- | --------------------- | -------------- | -------------------------------------------------------- |
| capitale  | Ш̀               | Ш◌̀                    | U+0428 U+0300  | lettre majuscule cyrillique cha diacritique accent grave |
| minuscule | ш̀               | ш◌̀                    | U+0448 U+0300  | lettre minuscule cyrillique cha diacritique accent grave |